# Kapogea
Kapogea là một chi nhện trong họ Araneidae.